# Paepalanthus argyropus
Paepalanthus argyropus är en gräsväxtart som beskrevs av Silveira. Paepalanthus argyropus ingår i släktet Paepalanthus och familjen Eriocaulaceae. Inga underarter finns listade i Catalogue of Life.